# Jakabszállás
Jakabszállás là một thị trấn thuộc hạt Bács-Kiskun, Hungary. Thị trấn này có diện tích 70,86 km², dân số năm 2010 là 2640 người, mật độ 37 người/km².